# Ulrike Felt
Ulrike Felt (* 1957) ist eine österreichische promovierte Physikerin und Wissenschaftsforscherin. Sie war von 1983 bis 1988 am Europäischen Kernforschungszentrum (CERN) in Genf tätig, ab 1989 an der Universität Wien: zunächst an deren Institut für Wissenschaftstheorie und Wissenschaftsforschung. Von 2004 bis 2021 war sie im Vorstand des Instituts für Wissenschafts- und Technikforschung (Bezeichnung von 2004 bis 2012: Institut für Wissenschaftsforschung) der Universität Wien mit einer Unterbrechung von 2014 bis 2018, als sie Dekanin der Fakultät für Sozialwissenschaften der Universität Wien war.

## Leben
Felt studierte Physik, Mathematik und Astronomie und promovierte 1983 in theoretischer Physik an der Universität Wien. Anschließend forschte sie von 1983 bis 1988 am Europäischen Kernforschungszentrum (CERN) in Genf. In dieser Zeit vertiefte sich ihr Interesse an der sozialwissenschaftlichen Forschung; sie kehrte 1989 an die Universität Wien zurück und war am Institut für Wissenschaftstheorie und Wissenschaftsforschung tätig. 1997 habilitierte Felt, seit 1999 ist sie Professorin für Wissenschafts- und Technikforschung an dem von Helga Nowotny gegründeten Institut. Sie wurde 2004 Institutsvorständin des neu gegründeten Instituts für Wissenschafts- und Technikforschung.
Felt war Gastprofessorin an der Université du Québec à Montréal, am Maison des Sciences de l’Homme in Paris, an der Universität Straßburg, am Collegium Helveticum der ETH Zürich und an der Universität in Antwerpen. Von 1994 bis 1999 war sie Mitglied im Vorstand der European Association for the Study of Science and Technology (EASST), sowie von 2002 bis 2004 in der Society for the Social Studies of Science (4S). Von Juli 2002 bis Juni 2007 war sie Herausgeberin des internationalen peer-reviewten Journals Science, Technology, & Human Values. Felt war Mitgründerin des 2009 gestarteten Masterprogrammes Science – Technology – Society an der Universität Wien. Von 2014 bis 2018 war sie Dekanin der Fakultät für Sozialwissenschaften dieser Universität.
Zu Felts Forschungsinteressen zählen die Entstehung und Interaktion verschiedener Wissensformen, Wissenschaftskommunikation, Partizipation und Governance von Technowissenschaften mit dem Schwerpunkt Biomedizin, Lebenswissenschaften und Nanotechnologien, Wissenspolitik und die Beziehungen von Wissenschaft, Technologie und Gesellschaft.
2019 wurde sie zum Mitglied der Academia Europaea gewählt.

## Werk
Ulrike Felt ist international bekannt für ihre Arbeiten in der Wissenschafts- und Technikforschung, insbesondere in den Bereichen der Wissenschaftsgovernance, der Wissensproduktion sowie der Beziehung zwischen Wissenschaft und Gesellschaft. Sie untersucht, wie wissenschaftliches Wissen in unterschiedlichen gesellschaftlichen Kontexten entsteht, bewertet und genutzt wird. Ein zentraler Fokus ihrer Forschung liegt auf den sozialen, politischen und kulturellen Dimensionen von Wissenschaft und Technologie.
Seit 2022 leitet Felt das ERC-Projekt „Innovation Residues: Modes and Infrastructures of Caring for our Longue-durée Environmental Futures“, das durch einen Advanced Grant des European Research Council (ERC) gefördert wird. Das Projekt untersucht die Hinterlassenschaften großer wissenschaftlicher und technologischer Innovationen und analysiert, wie diese „Innovation Residues“ – seien es physische Objekte, Daten, institutionelle Strukturen oder Governance-Modelle – zukünftige Umweltverantwortung und langfristige gesellschaftliche Entwicklungen beeinflussen können. Ein besonderes Augenmerk liegt auf der Frage, wie diese Relikte bewahrt und genutzt werden, um nachhaltige und gerechte Zukünfte zu gestalten.
Ulrike Felt hat zahlreiche wissenschaftliche Artikel und Bücher veröffentlicht, die sich mit Themen wie der partizipativen Wissenschaft, der gesellschaftlichen Verantwortung der Wissenschaft sowie der Dynamik wissenschaftlicher Disziplinen beschäftigen.

## Auszeichnungen
- 2014: UNIVIE Teaching Award
- 2015: Ars Docendi-Staatspreis für exzellente Lehre[10]
- 2024: Preis der Stadt Wien für Geistes- und Sozialwissenschaften[11]

## Veröffentlichungen (Auswahl)
- Striking Gold in the 1990s: The Discovery of High-Temperature Superconductivity and Its Impact on the Science System (1992) mit Helga Nowotny in: Science, Technology, & Human Values 17/4, S. 506–531
- Fabricating Scientific Success Stories (1993) in: Public Understanding of Science 2/4, S. 375–390
- „Öffentliche“ Wissenschaft: Zur Beziehung von Naturwissenschaften und Gesellschaft in Wien von der Jahrhundertwende bis zum Ende der Ersten Republik (1996) in: Österreichische Zeitschrift für Geschichtswissenschaften 7/1, S. 45–66
- „Die Bewirtschaftung des Geistes“. Gedanken zur österreichischen „Reform“ im Bildungs- und Wissenschaftsbereich (1996) in: Österreichische Zeitschrift für Soziologie 21/4, S. 42–60
- Frauen im Spannungsfeld zwischen wissenschaftlichem Wissen und Volkswissen. (Wien um die Jahrhundertwende) (1999) mit Anne Masseran in: VIRUS – Beiträge zur Sozialgeschichte der Medizin 1, S. 21–27
- Die „unsichtbaren“ Sozialwissenschaften: Zur Problematik der Positionierung sozialwissenschaftlichen Wissens im Öffentlichen Raum (2000) in: Österreichische Zeitschrift für Soziologie. Sonderband 5 (Soziologische und historische Analysen der Sozialwissenschaften, ed. Christian Fleck), S. 177–212
- Les technosciences face aux savoirs «populaires»: Mise en sens et mise en scène de la transplantation d'organes mit Philippe Chavot, Anne Masseran, in: Recherches en Communication 2001/15, S. 149–67
- Statt Aufklärung... Zur Problematik spezifischer Formen der Wissenschaftspopularisierung (2002) in: Österreichische Zeitschrift für Geschichtswissenschaften 13/1, S. 138–42
- Bildung durch Wissenschaft. Schlaglichter einer Auseinandersetzung um die Beziehung zwischen Wissenschaft und ihren Öffentlichkeiten (2002) in: DIE Zeitschrift für Erwachsenenbildung 2002/2, S. 22–26
- Taking European Knowledge Society Seriously (2007) mit Brian Wynne et al., Luxembourg: European Commission
- Visions and Versions of Governing Biomedicine: Narratives on Power Structures, Decision-Making, and Public Participation in the Field of Biomedical Technologies in the Austrian Context (2008) mit Maximilian Fochler, Astrid Mager, Peter Winkler in: Social Studies of Science 38/2, S. 233–258
- The bottom-up meanings of the concept of public participation (2008) mit Maximilian Fochler in: Science and Public Policy 35/7, S. 489–499
- Shaping the Future E-Patient: The Citizen-Patient in Public Discourse on E-Health (2009) mit Lisa Gugglberger, Astrid Mager in: Science Studies 22/1, S. 24–43
- Unruly ethics. On the difficulties of a bottom-up approach to ethics in the field of genomics (2009) mit Maximilian Fochler, Annina Müller, Michael Strassnig in: Public Understanding of Science 18/3, 354–371
- Refusing the information paradigm. Informed consent, medical research, and patient participation (2009) mit Milena Bister, Michael Strassnig, Ursula Wagner in Health: an interdisciplinary journal for the Social Study of Health, Illness and Medicine 13/1, S. 87–106
- Coming to Terms with Biomedical Technologies in Different Technopolitical Cultures mit Maximilian Fochler, Peter Winkler in: Science, Technology, & Human Values 35/4, S. 525–553
- Machineries for Making Publics: Inscribing and Describing Publics in Public Engagement (2010) mit Maximilian Fochler in: Minerva 48/3, S. 219–238
- Slim futures and the fat pill. Civic imaginations of innovation and governance in an engagement setting (2011) mit Maximilian Fochler in Science as Culture 20/3, S. 307–328
- Tentative (Id)entities. On Technopolitical Cultures and the Experiencing of Genetic Testing (2011) mit Ruth Müller in: BioSocieties 6/3, S. 342–363
- Re-Ordering Epistemic Living Spaces (2012) mit Maximilian Fochler in: Sociology of the Sciences Yearbook 28, S. 133–154[12]